# Lune de miel mouvementée
Pour plus de détails, voir Fiche technique et Distribution.
Lune de miel mouvementée (Once Upon a Honeymoon) est un film américain réalisé par Leo McCarey, sorti en 1942.

## Synopsis
Vienne 1938. Katie O'Hara, une jeune chanteuse américaine, épouse un riche baron autrichien proche des nazis, ce qu'elle préfère ignorer. Pat O'Toole un journaliste mondain américain lui aussi qui enquête sur ce mariage, est séduit 
par Katie et commence donc à s'intéresser de très près aux activités de son mari. Il décide alors de les suivre dans leur lune de miel à travers une Europe qui tombe sous le joug nazi à chaque arrivée du couple : Vienne, Prague, Varsovie. À Varsovie, la guerre éclate, Katie abandonne son mari pour fuir avec Pat O'Toole. Mais sur le navire qui les ramène aux États-Unis, après maintes aventures, Katie retrouve son mari, une lutte s'engage entre elle et lui, et il tombe à la mer.

## Fiche technique
- Titre : Lune de miel mouvementée
- Titre original : Once Upon a Honeymoon
- Réalisation : Leo McCarey
- Scénario : Leo McCarey et Sheridan Gibney
- Photographie : George Barnes
- Montage : Theron Warth
- Musique : Robert Emmett Dolan
- Direction artistique : Albert S. D'Agostino et Al Herman
- Décorateur de plateau : Claude E. Carpenter et Darrell Silvera
- Costumes : Miss Leslie
- Production : Leo McCarey
- Société de production et de distribution : RKO
- Pays d'origine :  États-Unis
- Format : noir & blanc - Son : Mono (RCA Sound System)
- Genre : Comédie
- Durée : 117 minutes
- Dates de sortie :
- États-Unis : 2 novembre 1942 (première à Hollywood), 27 novembre 1942 (sortie nationale) ;
- France : 13 avril 1949 (Paris)

## Distribution
- Cary Grant : Patrick 'Pat' O'Toole
- Ginger Rogers : Katie O'Hara
- Walter Slezak : Baron Von Luber
- Albert Dekker : Leblanc, photographe
- Albert Bassermann : Général Borelski
- Ferike Boros : Elsa
- Harry Shannon : Cumberland
- John Banner : Kleinoch
- Hans Conried : le vrai couturier
- Natasha Lytess : Anna
- Peter Seal : l'ordonnance polonaise
- Alex Melesh : l'employé d'hôtel

Acteurs non crédités
- Steven Geray : Garçon de café
- George Irving : le consul américain
- Dorothy Vaughan : la mère de Katie
- Hans Heinrich von Twardowski : un officier allemand